# دهستان کهورستان
دهستان کهورستان، یکی از دهستان‌های بخش کهورستان شهرستان خمیر در استان هرمزگان ایران است. مرکز این دهستان، روستای جیحون است.

## پیشینه نام
این نام از نامهای باستانی حکومت ساسانیان و مربوط به قوم هوری یا خوری ساکن لرستان می‌باشد و گفتنی است میرآهوری یا میرآخوری نیز مرتبط با این نام می‌باشند.

## جمعیت
بر پایه سرشماری عمومی نفوس و مسکن در سال ۱۳۹۵، جمعیت دهستان کهورستان برابر با ۶٬۰۹۲ نفر بوده‌است.